# Marten Slager
Marten Slager (Wolvega, 31 juli 1893 – ?) is een vroegere kortebaanschaatser uit Wolvega.
Op 5 januari 1924 deed elektricien Marten Slager mee aan de eerste kortebaankampioenschap van Nederland op de Groote Wielen bij Rijperkerk NK Kortebaan. Marten Slager (30 jaar), zoon van een elektricien uit Wolvega moest tweemaal tegen Sipke de Jong. Beide ritten eindigden onbeslist. De geschaatste tijd over de 160 meter was bepalend. Het tweetal was een seconde zneller dan de nummer drie Jan Baarda uit Blessum. De kanshebbers Ale Dikkerboom (Aldehaske), Jaap Slof (Joure) en A. Nauta uit Wartena waren ruim een seconde langzamer dat Slager en De Jong die beiden als tijdsnelste doorgingen naar de finalegroep. Daarin eindigden Dikkerboom, Slof en Nauta als de nummer drie, vier en vijf. In de finalerit lieten Slager en De Jong voor de derde maal dezelfde tijd afdrukken: 15,5 seconde. Het reglement van de kampioenswedstrijden was nog in de maak en voorzag niet in dit scenario. Marten Slager en Sipke de Jong weigerden nogmaals te rijden, ze wilden niet het risico lopen dat er een vierde keer kamp werd gereden. Hierdoor was er aan het eind van de middag geen kampioen. Voorzitter Hendrik Oostenbrug van ijsvereniging Ryptsjerk besloot na de woorden "It hat moai west sa" aan beide schaatsers de eerste prijs te geven: een gouden medaille plus f 25,-. Door de ijsbond werd echter geen officiële winnaar uitgeroepen. Het betekende dat twee jaar later, op 22 januari 1926, Thijs Klompmaker zich de eerste officiële nationale kortebaankampioen mocht noemen. 
Marten Slagter was lid van atletiekvereniging Arena. Als atleet behoorde hij tot de beste tienkampers uit zijn tijd. Klein Martentien bleef werkzaam in het elektriciteit- en loodgietersbedrijf van de familie in Wolvega.